# دار صلاح
دار صلاح قرية فلسطينية من قرى محافظة بيت لحم في الضفة الغربية. وهي قرية صغيرة تقع شرق مدينة بيت لحم، وهي من القرى المحتلة في حرب 1967.

## التسمية وأصل القرية
سميت قرية دار صلاح بهذا الإسم نسبة إلى الجد الأول للعائلة صلاح في المنطقة و يعود تاريخها إلى القرن التاسع عشر و يعود أصل سكانها إلى عشائرالتعامرة جنوب بيت لحم.

## التاريخ الحديث والمعاصر

### الدولة العثمانية
تبعت دار صلاح إلى الإمبراطورية العثمانية في عام 1517 مع كل فلسطين.

### الانتداب البريطاني
وقعت دار صلاح بيد الجيش البريطاني، ودخلت مع باقي فلسطين مظلة الانتداب البريطاني على فلسطين عام 1920 حتى وقوع النكبة.

### الإدارة الأردنية
في أوائل خمسينيات القرن العشرين أتبعت القرية للحكم الأردني بين حربي 1948 و1967.

### النكسة
وقعت القرية في يد الاحتلال بعد حرب النكسة عام 1967.

### السلطة الفلسطينية
بعد تأسيس السلطة الفلسطينية، استلمت السلطة الوطنية الفلسطينية القرية ووضعتها تحت سيطرتها المدنية.

## الجغرافيا
تقع قرية دار صلاح في وسط فلسطين، وسط الضفة الغربية، شرق محافظة بيت لحم على ارتفاع (613) متراً عن سطح البحر. تبعد عن مركز مدينة بيت لحم هوائيًا حوالي 6 كم.
يحدها من الشمال والشرق أراضي بلدة العبيدية، ومن الغرب يحدها أراضي قرية الخاص والنعمان ومدينة بيت ساحور، ومن الجنوب قرية الشَوَاوْرَة.

## السكان
دخلت فلسطين وفود كبيرة عبر العصور من تجار وغيرهم وذلك؛ لموقعها الهام كنقطة وصل بين القارات، ومركز للحضارات والأديان.
| السنة           | تعداد (1997) | تعداد (2007) | تقدير (2012) | تعداد (2017) |
| --------------- | ------------ | ------------ | ------------ | ------------ |
| التعداد السكاني | 731          | 3,331        | 3,818        | 4,588        |

## سياسات الاحتلال

### هدم المنازل
في 22 يوليو 2019 بدأت القوات الإسرائيلية تدمير منازل في قرية دار صلاح في مدينة صور باهر الواقعة قرب الجدار العازل الإسرائيلي..

## وصلات خارجية
- صفحة قرية دار صلاح في موقع «فلسطين في الذاكرة».
- ملف قرية دار صلاح، معهد الأبحاث التطبيقية - القدس (أريج)
- صورة جوية للقرية.